# Goleta (California)
Goleta è una città degli Stati Uniti d'America, situata in California, nella contea di Santa Barbara.